# Lymphonodi retroauriculares

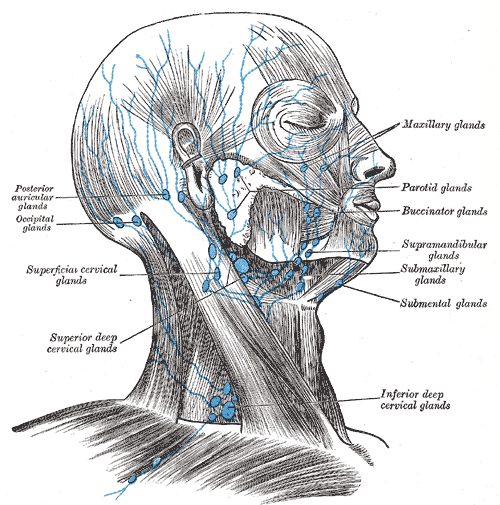
Kopf- und Halslymphknoten des Menschen, Lymphonodi retroauriculares hier als posterior auricular glands bezeichnet.

Die Lymphonodi [Lnn.] retroauriculares („hinter dem Ohr gelegene Lymphknoten“), nach der neuesten Nomenklatur Nodi lymphoidei (Nll.) retroauriculares, sind eine Gruppe von Lymphknoten am Kopf des Menschen, die hinter dem Ohr am Processus mastoideus unter dem Musculus auricularis posterior gelegen sind. Das Einzugsgebiet (tributäre Gebiet) sind der Scheitelbereich und die Hinterseite der Ohrmuschel. Der Lymphabfluss erfolgt zu den tiefen Halslymphknoten.

## Anatomie
Bei den Nodi lymphatici retroauriculares handelt es sich beim Menschen in der Regel um zwei kleinere Lymphknoten, die im Ansatzbereich des Musculus sternocleidomastoideus unterhalb des Musculus auricularis posterior anzutreffen sind.
Sie drainieren den hinteren Teil der Schläfengegend (Regio temporalis), Anteile der Scheitelgegend (Regio parietalis), den oberen Teil der Ohrmuschel und die Hinterwand des äußeren Gehörgangs. Sie leiten ihre Lymphe in die tiefen Halslymphknoten ab.